# Градина (квартал)
„Градина“ е жилищен комплекс в град София, България, разположен в район Лозенец, южно от центъра на града.
Представлява затворен комплекс, ограден от квартал Витоша, южно от улица „Професор Васил Арнаудов“.

## Улици и произход на имената им
| Път                   | Наречен на                         | Местоположение |
| --------------------- | ---------------------------------- | -------------- |
| „Проф. Милко Борисов“ | Милко Борисов (1921 – 1998), физик | Карта          |